# Sloanea guianensis
Sloanea guianensis là một loài thực vật có hoa trong họ Côm. Loài này được (Aubl.) Benth. miêu tả khoa học đầu tiên năm 1861.